# Primera División (Mexico)
La Primera División de México is de hoogste afdeling van de Mexicaanse voetbalcompetitie. Achttien clubs doen mee aan deze competitie. De Primera División is de opvolger van de Liga Mayor (1943-1950). De competitie wordt georganiseerd door de Federación Mexicana de Fútbol Asociación (FMFA). Voor de profcompetitie waren er ook amateurcompetities, de kampioenen van de Liga Mexicana de Football Amateur Association (1902-1922) en Campeonato de Primera Fuerza (1922-1943) worden ook als landskampioenen gezien.

## Opzet
Sinds 1996 is de competitie in twee delen gesplitst: de Apertura (Opening - september tot december) en de Clausura (Sluiting - januari tot mei). Beide competitiehelften leveren een kampioen op. Tot 2020 degradeerde aan het eind van het seizoen één club naar de Primera División A en werd vervangen door de kampioen van de Primera A. De prestaties over de laatste drie seizoenen waren bepalend voor degradatie en de club met de minst behaalde punten over die drie seizoenen degradeerde naar de Liga de Ascenso. In 2020 werd vanwege de coronapandemie de Liga de Ascenso afgeschaft en de degradatieregeling voor zes seizoenen opgeschort.

## Winnaars
- 1996/97
  - Apertura: Santos
  - Clausura: Chivas de Guadalajara
- 1997/98
  - Apertura: Cruz Azul
  - Clausura: Club Toluca
- 1998/99
  - Apertura: Necaxa
  - Clausura: Club Toluca
- 1999/00
  - Apertura: CF Pachuca
  - Clausura: Club Toluca
- 2000/01
  - Apertura: Monarcas Morelia
  - Clausura: Santos
- 2001/02
  - Apertura: CF Pachuca
  - Clausura: Club América
- 2002/03
  - Apertura: Club Toluca
  - Clausura: CF Monterrey
- 2003/04
  - Apertura: CF Pachuca
  - Clausura: Pumas UNAM
- 2004/05
  - Apertura: Pumas UNAM
  - Clausura: Club América
- 2005/06
  - Apertura: Club Toluca
  - Clausura: CF Pachuca
- 2006/07
  - Apertura: Chivas de Guadalajara
  - Clausura: CF Pachuca
- 2007/08
  - Apertura: CF Atlante
  - Clausura: CF Pachuca
- 2008/09
  - Apertura: Club Toluca
  - Clausura: Santos
- 2009/10
  - Apertura: CF Monterrey
  - Clausura: Club Toluca
- 2010/11
  - Apertura: CF Monterrey
  - Clausura: Pumas UNAM
- 2011/12
  - Apertura: Tigers UANL
  - Clausura: Santos Laguna
- 2012/13
  - Apertura: Club Tijuana
  - Clausura: Club América
- 2013/14
  - Apertura: Club León
  - Clausura: Club León
- 2014/15
  - Apertura: Club América
  - Clausura: Santos Laguna
- 2015/16
  - Apertura: Tigres UANL
  - Clausura: Santos Laguna
- 2016/17
  - Apertura: Tigres UANL
  - Clausura: Guadalajara
- 2017/18
  - Apertura: Tigres UANL
  - Clausura: Santos Laguna
- 2018/19
  - Apertura: Club América
  - Clausura: Tigres UANL
- 2019/20
  - Apertura: CF Monterrey
  - Clausura: Seizoen stopgezet op 22 mei 2020 vanwege de coronaviruspandemie in 2020.
- 2020/21
  - Apertura: Club León
  - Clausura: Cruz Azúl
- 2021/22
  - Apertura: Atlas

## Eeuwige ranglijst
Vetgedrukt de clubs die in 2021/22 in de hoogste klasse spelen. 
| Club                        | Stad                  | /79  | Periode (1943-2020)                                    |
| --------------------------- | --------------------- | ---- | ------------------------------------------------------ |
| Club América                | Mexico-Stad           | 79   | 1943-                                                  |
| Guadalajara                 | Guadalajara           | 79   | 1943-                                                  |
| Atlas Guadalajara           | Guadalajara           | 76   | 1943-1954, 1955-1971, 1972-1978, 1979-                 |
| CF Atlante                  | Cancun                | 71   | 1943-1976, 1977-1990, 1991-2014                        |
| Deportivo Toluca            | Toluca de Lerdo       | 69   | 1953-                                                  |
| Necaxa                      | Aguascalientes        | 66   | 1950-2009, 2010-2011, 2016-                            |
| León                        | León                  | 65   | 1944-1987, 1990-2002, 2012-                            |
| Monterrey                   | Monterrey             | 64   | 1945-1946, 1956-1957, 1960-                            |
| Puebla                      | Puebla                | 61   | 1944-1956, 1970-2005, 2007-                            |
| UNAM                        | Mexico-Stad           | 60   | 1962-                                                  |
| Cruz Azul                   | Mexico-Stad           | 58   | 1964- Cruz Azul speelde tot 1971 in Ciudad Cooperativa |
| Monarcas Morelia            | Morelia               | 51   | 1957-1968, 1981-                                       |
| Tiburones Rojos de Veracruz | Veracruz              | 47,5 | 1943-1952, 1964-1979, 1989-1998, 2002-2008, 2013-      |
| Tigres UANL                 | Monterrey             | 46   | 1974-1996, 1997-                                       |
| UAG                         | Zapopan               | 38   | 1975-2012                                              |
| Tampico Madero              | Ciudad Madero         | 33   | 1945-1958, 1959-1963, 1977-1990, 1994-1995             |
| Santos Laguna               | Torreón               | 32   | 1988-                                                  |
| Pachuca                     | Pachuca               | 31   | 1967-1973, 1992-1993, 1996-1997, 1998-                 |
| Irapuato                    | Irapuato              | 28,5 | 1954-1972, 1985-1991, 2000-2002, 2003-2004             |
| Zacatepec                   | Zacatepec de Hidalgo  | 27   | 1951-1962, 1963-1966, 1970-1977, 1978-1983, 1984-1985  |
| Oro                         | Guadalajara           | 27   | 1944-1970                                              |
| Universidad de Guadalajara  | Guadalajara           | 22   | 1974-1994, 2014-2015                                   |
| Querétaro                   | Santiago de Querétaro | 18   | 1990-1994, 2002-2004, 2006-2007, 2009-                 |
| Atlético Potosino           | San Luis Potosí       | 16   | 1974-1989                                              |
| Jaguares de Chiapas         | Tuxtla Gutiérrez      | 15   | 2002-2017                                              |
| San Luis                    | San Luis Potosí       | 13   | 1972-1974, 1976-1977, 2002-2004, 2005-2013             |
| Marte                       | Cuernavaca            | 12   | 1943-1955                                              |
| Laguna                      | Torreón               | 11   | 1968-1978                                              |
| Deportivo Neza              | Ciudad Nezahualcóyotl | 11   | 1978-1988                                              |
| Jalisco                     | Guadalajara           | 10   | 1970-1980                                              |
| Tijuana                     | Tijuana               | 9    | 2011-                                                  |
| Unión de Curtidores         | León                  | 8    | 1974-1981, 1983-1984                                   |
| UAT                         | Ciudad Victoria       | 8    | 1987-1995                                              |
| Atlético Celaya             | Celaya                | 7,5  | 1995-2002                                              |
| Asturias                    | Mexico-Stad           | 7    | 1943-1950                                              |
| España                      | Mexico-Stad           | 7    | 1943-1950                                              |
| Moctezuma                   | Orizaba               | 7    | 1943-1950                                              |
| Toros Neza                  | Ciudad Nezahualcóyotl | 7    | 1993-2000                                              |
| ADO                         | Orizaba               | 6    | 1943-1949                                              |
| San Sebastián               | León                  | 6    | 1945-1951                                              |
| Torreón                     | Torreón               | 6    | 1969-1974                                              |
| Ángeles de Puebla           | Puebla                | 4,5  | 1985-1988                                              |
| Ciudad Madero               | Ciudad Madero         | 4    | 1965-1967, 1973-1975                                   |
| Nacional                    | Guadalajara           | 4    | 1961-1965                                              |
| Cuautla                     | Cuautla               | 4    | 1955-1959                                              |
| Zamora                      | Zamora                | 4    | 1955-1956, 1957-1960                                   |
| Cobras                      | Ciudad Juárez         | 4    | 1986-1987, 1988-1991                                   |
| CF Nuevo León               | Monterrey             | 3    | 1966-1969                                              |
| Dorados de Sinaloa          | Culiacán              | 3    | 2004-2006, 2015-2016                                   |
| Celaya                      | Celaya                | 3    | 1958-1961                                              |
| Oaxtepec                    | Oaxtepec              | 2,5  | 1982-1984                                              |
| La Piedad                   | La Piedad             | 2    | 1952-1953, 2001-2002                                   |
| Indios                      | Ciudad Juárez         | 2    | 2008-2010                                              |
| Atletas Campesinos          | Santiago de Querétaro | 2    | 1980-1982                                              |
| Lobos BUAP                  | Puebla                | 2    | 2017-2019                                              |
| FC Juárez                   | Ciudad Juárez         | 1    | 2019-                                                  |
| Atlético San Luis           | San Luis Potosí       | 1    | 2019-                                                  |
| Colibries de Morelos        | Xochitepec            | 0,5  | 2003                                                   |

América · 
Atlas ·
Cruz Azul ·
CD Guadalajara · 
Juárez · 
Santos Laguna ·
Club León · 
Monterrey · 
Mazatlán Futbol Club · 
Necaxa · 
Pachuca ·
Puebla · 
Querétaro · 
Atlético San Luis · 
Tigres ·
Tijuana ·
Toluca ·
UNAM ·
1943/44 · 1944/45 · 1945/46 · 1946/47 · 1947/48 · 1948/49 · 1949/50 · 1950/51 · 1951/52 · 1952/53 · 1953/54 · 1954/55 · 1955/56 · 1956/57 · 1957/58 · 1958/59 · 1959/60 · 1960/61 · 1961/62 · 1962/63 · 1963/64 · 1964/65 · 1965/66 · 1966/67 · 1967/68 · 1968/69 · 1969/70 · 1970 · 1970/71 · 1971/72 · 1972/73 · 1973/74 · 1974/75 · 1975/76 · 1976/77 · 1977/78 · 1978/79 · 1979/80 · 1980/81 · 1981/82 · 1982/83 · 1983/84 · 1984/85 · 1985 · 1986 · 1986/87 · 1987/88 · 1988/89 · 1989/90 · 1990/91 · 1991/92 · 1992/93 · 1993/94 · 1994/95 · 1995/96 · 1996/97 · 1997/98 · 1998/99 · 1999/00 · 2000/01 · 2001/02 · 2002/03 · 2003/04 · 2004/05 · 2005/06 · 2006/07 · 2007/08 · 2008/09 · 2009/10 · 2010/11 · 2011/12 · 2012/13 · 2013/14 · 2014/15 · 2015/16 · 2016/17 · 2017/18· 2018/19· 2019/20· 2020/21· 2021/22